# The Last Sharknado: It's About Time
The Last Sharknado: It's About Time är en amerikansk komisk monster-katastroffilm från 2018 i regi av Anthony C. Ferrante.
Filmen är den sista av sex filmer i Sharknado-serien.

## Handling
Fin måste resa tillbaka i tiden för att stoppa den allra första sharknadon.

## Rollista i urval
- Ian Ziering - Fin Shepard
- Tara Reid - April Wexler
- Cassie Scerbo - Nova Clarke
- Judah Friedlander - Bryan
  - Debra Wilson - nya Bryan
- Vivica A. Fox - Skye
- Chuck Hittinger - Matt Shepard
- Ryan Whitney - Claudia Shepard
- Neil deGrasse Tyson - Merlin
- Alaska Thunderfuck - Morgan le Fay
- Marina Sirtis - Winter
- Leslie Jordan - Benjamin Franklin
- Darrell Hammond - George Washington
- Ben Stein - Alexander Hamilton
- Jonathan Bennett - Billy the Kid
- Dee Snider - sheriffen
- Gary Busey - Wilford Wexler
- Bo Derek - May Wexler
- Mark McGrath - Martin Brody
- Masiela Lusha - Gemini
- Gilbert Gottfried - Rand McDonald
- Tori Spelling - Raye Martin
- Dean McDermott - Gilly Shepard
- La Toya Jackson - Kleopatra
- Patrick Labyorteaux - Julius Caesar
- James Hong - Konfucius
- Al Roker - sig själv